# اوکینوئرابوجیما
اوکینوئرابوجیما (به ژاپنی: 沖永良部島 Okinoerabujima) یکی از جزایر ساتسونان است که با جزایر آمامی طبقه‌بندی می‌شود و بین کیوشو و استان اوکیناوا قرار دارد.